# Jacob Appelbaum
Jacob «Jake» Appelbaum (AFI: /ˈd͡ʒeɪkəb d͡ʒeɪk ˈapl̩baʊ̯m/; Estados Unidos, 1983) es un periodista independiente, investigador de seguridad informática y hacker. Trabajó en la Universidad de Washington y es un miembro importante del proyecto Tor, una red libre diseñada para proveer anonimato en línea. Appelbaum es conocido por representar a WikiLeaks en la conferencia Hackers on Planet Earth de 2010. Constantemente ha sido blanco de las agencias de ley estadounidenses, las cuales obtuvieron una orden judicial para acceder a los datos de su cuenta en Twitter, le retuvieron en la frontera estadounidense después de viajar al extranjero, y le confiscaron su computadora portátil y varios teléfonos móviles. Reside en Berlín y contribuye ampliamente como periodista en la publicación de documentos revelados por Edward Snowden en junio de 2013.
El 28 de diciembre de 2013, en el Chaos Communication Congress, presentó documentos revelados por Snowden, excontratista de la Agencia de Seguridad Nacional de los Estados Unidos (NSA), en los que se demuestra que esta puede convertir a los iPhones en herramientas de espionaje y que ha desarrollado dispositivos para recolectar información electrónica de una computadora aun cuando no está en línea. Los dispositivos aparecen en el catálogo NSA ANT, publicado parcialmente en Der Spiegel y en su totalidad en LeakSource.
Appelbaum, con el pseudónimo ioerror, ha sido un miembro activo del grupo de hackers Cult of the Dead Cow desde 2008 y junto a Mitch Altman cofundó el hacklab Noisebridge en San Francisco. Ha trabajado para Kink.com y Greenpeace, y ha sido voluntario en la Ruckus Society y en la Rainforest Action Network. También es embajador del grupo artístico monochrom.
Dado que ha sido confidente de Snowden, Appelbaum estuvo entre las personas que obtuvieron acceso a los documentos clasificados de Snowden que fueron publicados durante las revelaciones sobre la red de vigilancia mundial de 2013.

## Primeros años y educación
Appelbaum fue eximido de la high school. En una muy amplia entrevista en la revista Rolling Stone en 2010, Appelbaum reveló que proviene «de una familia de lunáticos [...] verdaderos lunáticos delirantes». Declaró que su madre «es una paranoica esquizofrénica. Ella insistía en que Jake de algún modo había sido abusado sexualmente por su padre cuando él aún estaba en el vientre». Él fue llevado a vivir con su tía cuando tenía seis años. Dos años después, fue llevado a un asilo para niños en el condado de Sonoma. A los diez años, su padre, el cual era indigente, recibió la custodia legal sobre él. Appelbaum dijo que conocer sobre programación informática a través un amigo de su padre le salvó la vida, y que «la Internet es la única razón por la que aún [está] vivo».

## Investigación y activismo
En 2005, Appelbaum dio dos charlas durante el 22.o Chaos Communication Congress, Personal Experiences: Bringing Technology and New Media to Disaster Areas y A Discussion About Modern Disk Encryption Systems. La primera charla fue sobre los viajes en los que cruzó a pie la frontera de Irak, instaló satélites de Internet en Kurdistán y visitó Nueva Orleans después del huracán Katrina. La segunda charla fue sobre los aspectos legales y técnicos del cifrado completo de discos. En el 23.er Chaos Communication Congress en 2006, dio una charla con Ralf-Philipp Weinmann titulada Unlocking FileVault: An Analysis of Apple's Encrypted Disk Storage System. Posteriormente, ambos publicaron el programa libre VileFault, el cual quebranta la seguridad de FileVault de Apple.
Appelbaum también colaboró en varios proyectos de investigación de alto perfil, incluyendo ataques de arranque frío, autoridades de certificaciones de SSL y parquímetros inteligentes. Apareció junto a Julian Assange en los episodios 8 y 9 de El mundo del mañana, titulados «Criptopunks». Además, contribuyó al libro de 2012 de Assange Cypherpunks junto a Andy Müller-Maguhn y Jérémie Zimmermann.
Él considera a Tor como una «parte de un ecosistema de software que ayuda a las personas a reobtener y reclamar su autonomía. Ayuda a que las personas puedan tener mediaciones de todo tipo; ayuda a otros a ayudarse mutuamente y le ayuda a uno a ayudarse a sí mismo. Funciona, es abierta y está mantenida por una gran comunidad repartida en todas las gamas de la vida».
En agosto de 2013, Appelbaum pronunció el discurso de aceptación de Edward Snowden después de recibir el bianual Premio del Denunciante de parte un grupo de organizaciones no gubernamentales en la Academia de Ciencias y Humanidades de Brandeburgo en Berlín. En septiembre de 2013, testificó ante el Parlamento Europeo, mencionando que su pareja fue víctima de espionaje de parte de hombres con gafas de visión nocturna mientras dormía. En diciembre de 2013, Appelbaum comentó al Berliner Zeitung que cree que está bajo vigilancia y que alguien irrumpió en su apartamento en Berlín y utilizó su computadora.
Appelbaum también está en la Junta de Asesoramiento Técnico de la Freedom of the Press Foundation.

## Retención y vigilancia
Appelbaum ha sido retenido en aeropuertos y le han incautado su equipo electrónico muchas veces. En 2012, el Departamento de Justicia de los Estados Unidos obtuvo una orden judicial que compelía a Twitter a proveer datos asociados a las cuentas de usuario de Appelbaum, así como de muchos otros individuos asociados con WikiLeaks. Aunque la orden original fue sellada, Twitter solicitó con éxito que la corte la abriera, permitiendo a la compañía informar a sus usuarios que la información de sus cuentas había sido recabada.

## Vida personal

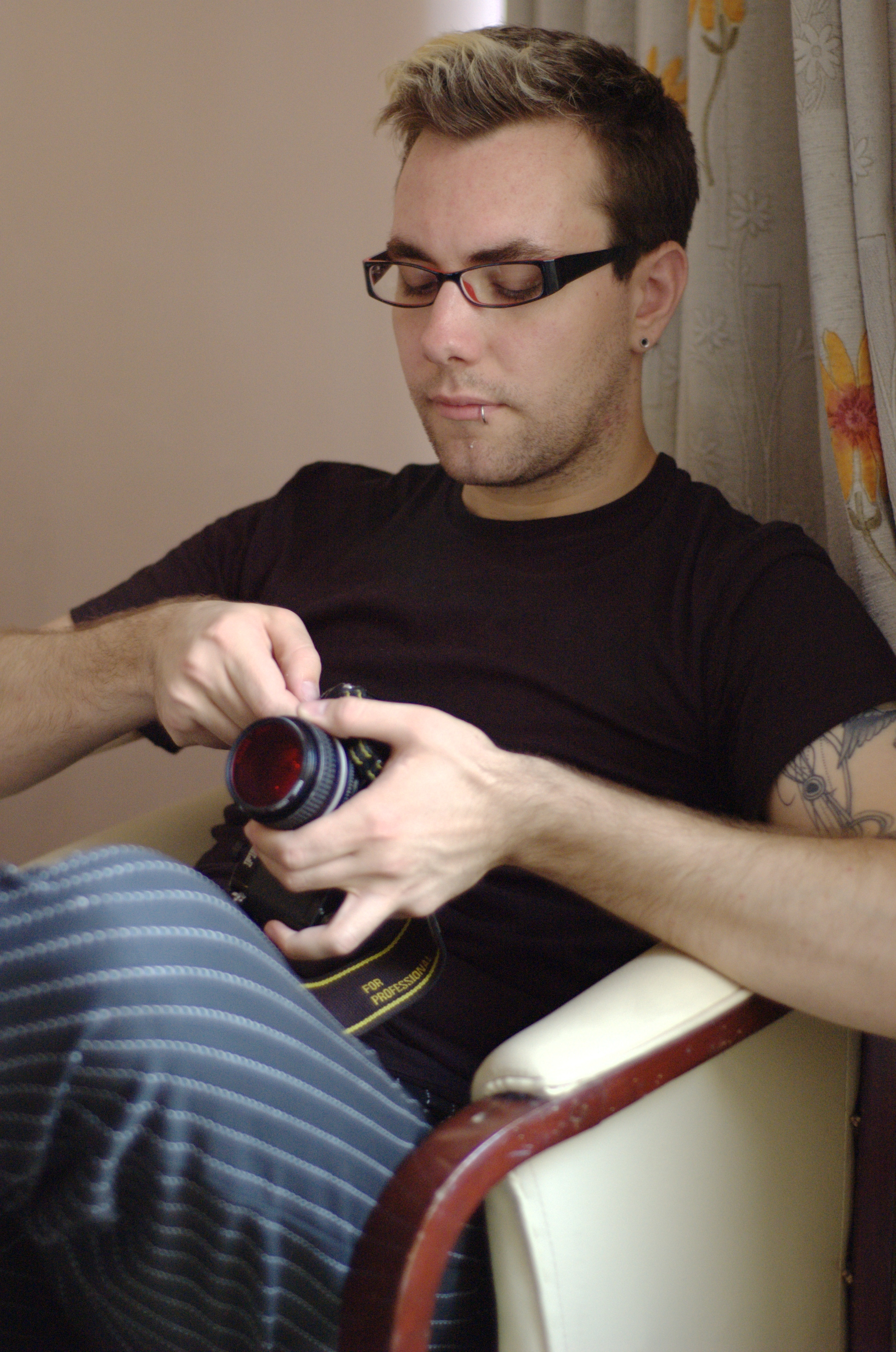
Appelbaum y su cámara

Appelbaum es un ateo de origen judío que se identifica a sí mismo como queer, «aunque da constancia de al menos una docena de amantes femeninas en casi una docena de países». También es anarquista y disfruta la fotografía.
Se mudó a Berlín, donde ha solicitado un permiso de residencia; sus motivaciones declaradas incluyen su falta de deseo de volver a los Estados Unidos porque no se siente seguro y porque las protecciones de la privacidad son mejores en Alemania que en EE. UU. En diciembre de 2013, Appelbaum dijo que sospechaba que el Gobierno estadounidense había irrumpido en su apartamento en Berlín.
A partir del 1 de septiembre de 2015, Appelbaum es un estudiante de philosophiæ doctor con los profesores Tanja Lange y Daniel J. Bernstein de la Universidad Técnica de Eindhoven.